# Peperomia breviramula
Peperomia breviramula är en pepparväxtart som beskrevs av C. Dc.. Peperomia breviramula ingår i släktet peperomior, och familjen pepparväxter. Inga underarter finns listade i Catalogue of Life.